# يان غونارسون
يان غونارسون (بالسويدية: Jan Gunnarsson) مواليد 30 مايو 1962 في السويد، هو لاعب كرة مضرب سويدي سابق بدأ مسيرته كمحترف سنة 1979 وكان يلعب باليد اليمنى، اعتزل اللعب في 1994. أعلى تصنيف له في الفردي كان المركز الـ 25 في سنة 1985. أعلى تصنيف له في الزوجي كان المركز الـ 20 في سنة 1984.

## النهائيات

### الزوجي
| الحصيلة | الرقم | السنة | الدورة                                | الأرضية  | الشريك        | المنافس                        | النتيجة       |
| ------- | ----- | ----- | ------------------------------------- | -------- | ------------- | ------------------------------ | ------------- |
| الفوز   | 1.    | 1982  | بطولة ستوكهولم المفتوحة للتنس، السويد | صلبة (i) | مارك ديكسون   | شيرود ستيوارت فيردي تيجان      | 7–6, 6–7, 6–4 |
| الفوز   | 2.    | 1983  | نانسي، فرنسا                          | صلبة (i) | أندرس جاريد   | تيم غوليكسون برنار ميتون       | 4–6, 6–3, 7–6 |
| الوصافة | 1.    | 1983  | روما للماسترز، إيطاليا                | ترابية   | مايك ليتش     | فرانسيسكو غونزاليس فيكتور بيسي | 2–6, 7–6, 4–6 |
| الفوز   | 3.    | 1984  | بطولة نيس المفتوحة للتنس، فرنسا       | ترابية   | مايكل مورتنسن | هانز غيلدميستر أندريس غوميز    | 6–1, 7–5      |
| الوصافة | 2.    | 1984  | مونتي كارلو للماسترز، موناكو          | ترابية   | ماتس ويلندر   | مارك إدموندسون شيرود ستيوارت   | 2–6, 1–6      |

## روابط خارجية
- يان غونارسون على موقع رابطة محترفي التنس (الإنجليزية)
- يان غونارسون على موقع الاتحاد الدولي لكرة المضرب (الإنجليزية)
- يان غونارسون على موقع كأس ديفيز (الإنجليزية)
- يان غونارسون على موقع خلاصة التنس.كوم (الإنجليزية)